# سباق النرويج 2021
سباق النرويج 2021 (بالنرويجية: Arctic Race of Norway 2021) هو سباق دراجات هوائية، وهو الموسم رقم 8 من سباق النرويج، وأقيم خلال الفترة 5 أغسطس 2021، وحتى 8 أغسطس 2021، وهو أحد سباقات سلسلة سباقات الاتحاد الدولي للدراجات للمحترفين 2021، وشارك فيه 111 متسابقاً ووصل إلى نهايته 103 متسابقاً.
فاز فيه بالمركز الأول بن هيرمانز، وبالمركز الثاني أودد كريستيان إيكينغ، وبالمركز الثالث Victor Lafay ‏، والفائز في ترتيب النقاط ألكسندر كريستوف، والفائز حسب ترتيب النقاط للشباب Victor Lafay ‏، والفائز حسب ترتيب التسلق Fredrik Dversnes ‏.

## الفرق
| فرق عالمية (7)- AG2R Citroën Team - Astana-Premier Tech - Bora-Hansgrohe - Cofidis - Intermarché-Wanty-Gobert Matériaux - Israel Start-Up Nation - Qhubeka NextHash فرق برو (10)- Alpecin-Fenix - 2021 بي آند بي هوتيلز ‏ - بنجوال دبليو بي 2021 ‏ - برجس بي إتش 2021 ‏ - ديلكو 2021 ‏ - أوسكالتيل أوسكادي 2021 ‏ - سبورت فلاندرين بالويس 2021 ‏ - Arkéa-Samsic - TotalEnergies - أونو اكس برو سايكلنج تيم 2021 ‏ فريق قاري- كووب 2021 ‏ فريق وطني- فريق النرويج لركوب الدراجات للرجال 2021 ‏ |  |
| |  |

## المراحل
| قائمة المراحل | قائمة المراحل | قائمة المراحل                | قائمة المراحل | قائمة المراحل | قائمة المراحل      | قائمة المراحل   |
| المرحلة       | التاريخ       | الدورة                       |               | المسافة (كم)  | الفائز بالمرحلة    | القائد العام    |
| ------------- | ------------- | ---------------------------- | ------------- | ------------- | ------------------ | --------------- |
| مرحلة 1       | 5 أغسطس       | ترومسو – ترومسو              | مرحلة جبلية   | 166           | ماركوس هويلجارد    | ماركوس هويلجارد |
| مرحلة 2       | 6 أغسطس       | Nordkjosbotn ‏ – Kilpisjärvi ‏ | مرحلة جبلية   | 172           | Martin Laas ‏       | ألكسندر كريستوف |
| مرحلة 3       | 7 أغسطس       | فيزنيس ‏ – مولسيلف            | مرحلة جبلية   | 148٫5         | بن هيرمانز         | بن هيرمانز      |
| مرحلة 4       | 8 أغسطس       | غراتانغن – هارستاد           | مرحلة جبلية   | 161           | Philipp Walsleben ‏ | بن هيرمانز      |

## النتيجة

### مرحلة 1
هي مرحلة جبلية، أقيمت في 5 أغسطس 2021، وامتدّت لمسافة 166 كيلومتر. فاز بالمرحلة ماركوس هويلجارد، وكان متصدر الترتيب العام في نهاية المرحلة ماركوس هويلجارد، وكان المتصدر حسب ترتيب النقاط ماركوس هويلجارد، وكان متصدر ترتيب التسلق Gleb Brussenskiy ‏، وكان متصدر ترتيب النقاط للشباب Samuele Battistella ‏.
| التصنيف العام         | التصنيف العام        | التصنيف العام | التصنيف العام                      | التصنيف العام     |
| العداء                | العداء               | البلد         | الفريق                             | الوقت             |
| --------------------- | -------------------- | ------------- | ---------------------------------- | ----------------- |
| 1                     | ماركوس هويلجارد      | النرويج       | Uno-X Pro Cycling Team             | 3 س 11 دقيقة 19 ث |
| 2                     | ألكسندر كريستوف      | النرويج       | النرويج                            | + 6 ث             |
| 3                     | بريان كوكار          | فرنسا         | B&B Hotels p/b KTM                 | + 8 ث             |
| 4                     | Kristian Aasvold ‏    | النرويج       | Coop                               | + 9 ث             |
| 5                     | Samuele Battistella ‏ | إيطاليا       | Astana-Premier Tech                | + 10 ث            |
| 6                     | Antonio Jesús Soto ‏  | إسبانيا       | Euskaltel-Euskadi                  | + 11 ث            |
| 7                     | Antonio Angulo ‏      | إسبانيا       | Euskaltel-Euskadi                  | + 12 ث            |
| 8                     | وارن بارجويل         | فرنسا         | اركيا سامسيك                       | + 12 ث            |
| 9                     | كليمان فنتوريني      | فرنسا         | AG2R Citroën Team                  | + 12 ث            |
| 10                    | ايمي دي جندت         | بلجيكا        | Intermarché-Wanty-Gobert Matériaux | + 12 ث            |
| مصدر: ProCyclingStats |                      |               |                                    |                   |

### مرحلة 2
هي مرحلة جبلية، أقيمت في 6 أغسطس 2021، وامتدّت لمسافة 172 كيلومتر. فاز بالمرحلة Martin Laas ‏، وكان متصدر الترتيب العام في نهاية المرحلة ألكسندر كريستوف، وكان المتصدر حسب ترتيب النقاط ألكسندر كريستوف.
| التصنيف العام         | التصنيف العام        | التصنيف العام | التصنيف العام          | التصنيف العام     |
| العداء                | العداء               | البلد         | الفريق                 | الوقت             |
| --------------------- | -------------------- | ------------- | ---------------------- | ----------------- |
| 1                     | ألكسندر كريستوف      | النرويج       | النرويج                | 7 س 07 دقيقة 33 ث |
| 2                     | ماركوس هويلجارد      | النرويج       | Uno-X Pro Cycling Team | + 0 ث             |
| 3                     | بريان كوكار          | فرنسا         | B&B Hotels p/b KTM     | + 8 ث             |
| 4                     | Kristian Aasvold ‏    | النرويج       | Coop                   | + 9 ث             |
| 5                     | Samuele Battistella ‏ | إيطاليا       | Astana-Premier Tech    | + 10 ث            |
| 6                     | Antonio Jesús Soto ‏  | إسبانيا       | Euskaltel-Euskadi      | + 11 ث            |
| 7                     | لوران بيشون          | فرنسا         | اركيا سامسيك           | + 11 ث            |
| 8                     | دريس فان جيستل       | بلجيكا        | TotalEnergies          | + 12 ث            |
| 9                     | Antonio Angulo ‏      | إسبانيا       | Euskaltel-Euskadi      | + 12 ث            |
| 10                    | Axel Zingle ‏         | فرنسا         | Cofidis                | + 12 ث            |
| مصدر: ProCyclingStats |                      |               |                        |                   |

### مرحلة 3
هي مرحلة جبلية، أقيمت في 7 أغسطس 2021، وامتدّت لمسافة 148.5 كيلومتر. فاز بالمرحلة بن هيرمانز، وكان متصدر الترتيب العام في نهاية المرحلة بن هيرمانز.
| التصنيف العام         | التصنيف العام        | التصنيف العام | التصنيف العام                      | التصنيف العام      |
| العداء                | العداء               | البلد         | الفريق                             | الوقت              |
| --------------------- | -------------------- | ------------- | ---------------------------------- | ------------------ |
| 1                     | بن هيرمانز           | بلجيكا        | Israel Start-Up Nation             | 11 س 22 دقيقة 03 ث |
| 2                     | أودد كريستيان إيكينغ | النرويج       | Intermarché-Wanty-Gobert Matériaux | + 4 ث              |
| 3                     | Victor Lafay ‏        | فرنسا         | Cofidis                            | + 6 ث              |
| 4                     | Samuele Battistella ‏ | إيطاليا       | Astana-Premier Tech                | + 20 ث             |
| 5                     | Kristian Aasvold ‏    | النرويج       | Coop                               | + 26 ث             |
| 6                     | Antonio Jesús Soto ‏  | إسبانيا       | Euskaltel-Euskadi                  | + 28 ث             |
| 7                     | إدوارد براديس        | إسبانيا       | Delko                              | + 29 ث             |
| 8                     | Andreas Leknessund ‏  | النرويج       | النرويج                            | + 29 ث             |
| 9                     | وارن بارجويل         | فرنسا         | اركيا سامسيك                       | + 32 ث             |
| 10                    | جاكوب أريكسون ‏       | السويد        | Coop                               | + 36 ث             |
| مصدر: ProCyclingStats |                      |               |                                    |                    |

### مرحلة 4
هي مرحلة جبلية، أقيمت في 8 أغسطس 2021، وامتدّت لمسافة 161 كيلومتر. فاز بالمرحلة Philipp Walsleben ‏، وكان متصدر الترتيب العام في نهاية المرحلة بن هيرمانز.
| التصنيف العام         | التصنيف العام | التصنيف العام | التصنيف العام | التصنيف العام |
| العداء                | العداء        | البلد         | الفريق        | الوقت         |
| --------------------- | ------------- | ------------- | ------------- | ------------- |
| مصدر: ProCyclingStats |               |               |               |               |

## المشاركون
| فريق النرويج لركوب الدراجات للرجال 2021 ‏ NOR | فريق النرويج لركوب الدراجات للرجال 2021 ‏ NOR | فريق النرويج لركوب الدراجات للرجال 2021 ‏ NOR |
| -------------------------------------------- | -------------------------------------------- | -------------------------------------------- |
| م                                            | عداء                                         | مرتبة                                        |
| 1                                            | ألكسندر كريستوف                              | 23                                           |
| 2                                            | Sven Erik Bystrøm ‏                           | 19                                           |
| 3                                            | André Drege ‏                                 | 46                                           |
| 4                                            | Ludvik Aspelund Holstad ‏                     | 90                                           |
| 5                                            | Ådne Holter ‏                                 | 93                                           |
| 6                                            | Andreas Leknessund ‏                          | 7                                            |

| Astana-Premier Tech APT | Astana-Premier Tech APT | Astana-Premier Tech APT |
| ----------------------- | ----------------------- | ----------------------- |
| م                       | عداء                    | مرتبة                   |
| 11                      | فابيو فلين              | 16                      |
| 12                      | Samuele Battistella ‏    | 4                       |
| 13                      | Gleb Brussenskiy ‏       | 72                      |
| 14                      | Stefan de Bod ‏          | 11                      |
| 15                      | يفغيني جيديتش           | 53                      |
| 16                      | بنجامين بيري            | 31                      |

| Arkéa-Samsic ARK | Arkéa-Samsic ARK  | Arkéa-Samsic ARK |
| ---------------- | ----------------- | ---------------- |
| م                | عداء              | مرتبة            |
| 21               | وارن بارجويل      | 8                |
| 22               | Christophe Noppe ‏ | 71               |
| 23               | لوران بيشون       | 29               |
| 24               | ألان ريو ‏         | 85               |
| 25               | كليمنت روسو       | 58               |
| 26               | Bram Welten ‏      | 87               |

| Israel Start-Up Nation ISN | Israel Start-Up Nation ISN | Israel Start-Up Nation ISN |
| -------------------------- | -------------------------- | -------------------------- |
| م                          | عداء                       | مرتبة                      |
| 31                         | بن هيرمانز                 | 1                          |
| 32                         | رودي باربير                | لم يكمل السباق-4           |
| 33                         | Sebastian Berwick ‏         | 60                         |
| 34                         | قاي ساقيف                  | 101                        |
| 35                         | توم فان أسبروك             | 47                         |
| 36                         | ريك تسابل                  | 66                         |

| أونو-إكس موبيليتي ‏ UXT | أونو-إكس موبيليتي ‏ UXT | أونو-إكس موبيليتي ‏ UXT |
| ---------------------- | ---------------------- | ---------------------- |
| م                      | عداء                   | مرتبة                  |
| 41                     | ماركوس هويلجارد        | 12                     |
| 42                     | Erik Resell ‏           | 44                     |
| 43                     | Torjus Sleen ‏          | 21                     |
| 44                     | Torstein Træen ‏        | 10                     |
| 45                     | Søren Wærenskjold ‏     | 62                     |
| 46                     | سيفر ورستد             | 64                     |

| Intermarché-Wanty-Gobert Matériaux IWG | Intermarché-Wanty-Gobert Matériaux IWG | Intermarché-Wanty-Gobert Matériaux IWG |
| -------------------------------------- | -------------------------------------- | -------------------------------------- |
| م                                      | عداء                                   | مرتبة                                  |
| 51                                     | أودد كريستيان إيكينغ                   | 2                                      |
| 52                                     | ايمي دي جندت                           | 40                                     |
| 53                                     | Tom Devriendt ‏                         | 99                                     |
| 54                                     | بابتيست بلانكايرت                      | 76                                     |
| 55                                     | Boy van Poppel ‏                        | 81                                     |
| 56                                     | داني فان بوبيل                         | 57                                     |

| فيتال كونسبت ‏ BBK | فيتال كونسبت ‏ BBK | فيتال كونسبت ‏ BBK |
| ----------------- | ----------------- | ----------------- |
| م                 | عداء              | مرتبة             |
| 61                | بريان كوكار       | 32                |
| 62                | Bert De Backer ‏   | 96                |
| 63                | ينس ديبوشار       | 80                |
| 64                | سيريل غوتييه      | 50                |
| 65                | جوناثان إيفيرت    | 84                |
| 66                | جوليان موريس      | لم يبدأ-2         |

| TotalEnergies TDE | TotalEnergies TDE   | TotalEnergies TDE |
| ----------------- | ------------------- | ----------------- |
| م                 | عداء                | مرتبة             |
| 71                | إيدفالد بواسون هاغن | 33                |
| 72                | Mathieu Burgaudeau ‏ | 13                |
| 73                | Valentin Ferron ‏    | لم يبدأ-3         |
| 74                | كريستيان رودريغيز   | لم يكمل السباق-2  |
| 75                | نيكي تيربسترا       | 54                |
| 76                | دريس فان جيستل      | لم يبدأ-4         |

| AG2R Citroën Team ACT | AG2R Citroën Team ACT | AG2R Citroën Team ACT |
| --------------------- | --------------------- | --------------------- |
| م                     | عداء                  | مرتبة                 |
| 81                    | أوليفر ناسن           | 36                    |
| 82                    | Stan Dewulf ‏          | 27                    |
| 83                    | جوليان دوفال          | 98                    |
| 84                    | ألكسيس غوجيراد        | 69                    |
| 85                    | Lawrence Naesen ‏      | 41                    |
| 86                    | كليمان فنتوريني       | 24                    |

| Bora-Hansgrohe BOH | Bora-Hansgrohe BOH   | Bora-Hansgrohe BOH |
| ------------------ | -------------------- | ------------------ |
| م                  | عداء                 | مرتبة              |
| 91                 | Martin Laas ‏         | 82                 |
| 92                 | Erik Baška ‏          | لم يكمل السباق-4   |
| 93                 | جوراج ساغان          | 94                 |
| 94                 | Andreas Schillinger ‏ | 89                 |
| 95                 | روديجر سليج          | 59                 |

| Cofidis COF | Cofidis COF               | Cofidis COF |
| ----------- | ------------------------- | ----------- |
| م           | عداء                      | مرتبة       |
| 101         | Victor Lafay ‏             | 3           |
| 102         | توماس شامبيون             | 55          |
| 103         | جيمبي دراكر               | 70          |
| 104         | ناثان هاس                 | 63          |
| 105         | André Carvalho (cyclist) ‏ | لم يبدأ-3   |
| 106         | Axel Zingle ‏              | 22          |

| Qhubeka NextHash TQA | Qhubeka NextHash TQA | Qhubeka NextHash TQA |
| -------------------- | -------------------- | -------------------- |
| م                    | عداء                 | مرتبة                |
| 111                  | هنوك مولوبرهان ‏      | 28                   |
| 112                  | ديميتري كلايس        | 20                   |
| 113                  | Luca Coati ‏          | 73                   |
| 114                  | Harry Tanfield ‏      | 83                   |
| 115                  | Karel Vacek ‏         | لم يكمل السباق-2     |

| Alpecin-Fenix AFC | Alpecin-Fenix AFC  | Alpecin-Fenix AFC |
| ----------------- | ------------------ | ----------------- |
| م                 | عداء               | مرتبة             |
| 121               | Petr Vakoč ‏        | 17                |
| 122               | جيمي يانسون        | 56                |
| 123               | Marcel Meisen ‏     | 68                |
| 124               | Lubomír Petruš ‏    | 75                |
| 125               | Oscar Riesebeek ‏   | 25                |
| 126               | Philipp Walsleben ‏ | 51                |

| ديلكو ‏ DKO | ديلكو ‏ DKO          | ديلكو ‏ DKO |
| ---------- | ------------------- | ---------- |
| م          | عداء                | مرتبة      |
| 131        | Alessandro Fedeli ‏  | 37         |
| 132        | Alexandre Delettre ‏ | 38         |
| 133        | إدوارد مايكل جروسو  | 92         |
| 134        | إدوارد براديس       | 6          |
| 135        | Dušan Rajović ‏      | 97         |
| 136        | Julien Trarieux ‏    | 34         |

| سبورت فلاندرين بالويس ‏ SVB | سبورت فلاندرين بالويس ‏ SVB | سبورت فلاندرين بالويس ‏ SVB |
| -------------------------- | -------------------------- | -------------------------- |
| م                          | عداء                       | مرتبة                      |
| 141                        | Jens Reynders ‏             | 78                         |
| 142                        | Cédric Beullens ‏           | 39                         |
| 143                        | أليكس كولمان ‏              | 45                         |
| 144                        | Sander De Pestel ‏          | 49                         |
| 145                        | آرنه ماريت ‏                | 35                         |
| 146                        | Ward Vanhoof ‏              | 42                         |

| بنجوال باوليز ساوكس دبليو بي ‏ BWB | بنجوال باوليز ساوكس دبليو بي ‏ BWB | بنجوال باوليز ساوكس دبليو بي ‏ BWB |
| --------------------------------- | --------------------------------- | --------------------------------- |
| م                                 | عداء                              | مرتبة                             |
| 151                               | Arjen Livyns ‏                     | 18                                |
| 152                               | Cériel Desal ‏                     | 103                               |
| 153                               | شون دي بي                         | 77                                |
| 154                               | Rémy Mertz ‏                       | 43                                |
| 155                               | Dimitri Peyskens ‏                 | 26                                |
| 156                               | Luc Wirtgen ‏                      | 15                                |

| برجس بي إتش ‏ BBH | برجس بي إتش ‏ BBH | برجس بي إتش ‏ BBH |
| ---------------- | ---------------- | ---------------- |
| م                | عداء             | مرتبة            |
| 161              | Manuel Peñalver ‏ | 67               |
| 162              | ESP              | 91               |
| 163              | خيسوس إيزكيرا    | 95               |
| 164              | Ángel Fuentes ‏   | 65               |
| 165              | Felipe Orts ‏     | 79               |
| 166              | Pelayo Sánchez ‏  | 14               |

| أوسكالتيل أوسكادي ‏ EUS | أوسكالتيل أوسكادي ‏ EUS | أوسكالتيل أوسكادي ‏ EUS |
| ---------------------- | ---------------------- | ---------------------- |
| م                      | عداء                   | مرتبة                  |
| 171                    | خوان خوسيه لوباتو      | 86                     |
| 172                    | Antonio Angulo ‏        | 30                     |
| 173                    | Xabier Azparren ‏       | 102                    |
| 174                    | Peio Goikoetxea ‏       | 100                    |
| 175                    | Antonio Jesús Soto ‏    | 48                     |

| كووب 2021 ‏ TCO | كووب 2021 ‏ TCO       | كووب 2021 ‏ TCO |
| -------------- | -------------------- | -------------- |
| م              | عداء                 | مرتبة          |
| 181            | Fredrik Dversnes ‏    | 61             |
| 182            | Kristian Aasvold ‏    | 5              |
| 183            | جاكوب أريكسون ‏       | 9              |
| 184            | تورد غودميستاد ‏      | 74             |
| 185            | Eirik Lunder ‏        | 88             |
| 186            | Tore Andre Aase Vabø‏ | 52             |

| فريق النرويج لركوب الدراجات للرجال 2021 ‏ NOR | فريق النرويج لركوب الدراجات للرجال 2021 ‏ NOR | فريق النرويج لركوب الدراجات للرجال 2021 ‏ NOR |
| -------------------------------------------- | -------------------------------------------- | -------------------------------------------- |
| م                                            | عداء                                         | مرتبة                                        |
| 1                                            | ألكسندر كريستوف                              | 23                                           |
| 2                                            | Sven Erik Bystrøm ‏                           | 19                                           |
| 3                                            | André Drege ‏                                 | 46                                           |
| 4                                            | Ludvik Aspelund Holstad ‏                     | 90                                           |
| 5                                            | Ådne Holter ‏                                 | 93                                           |
| 6                                            | Andreas Leknessund ‏                          | 7                                            |

| Astana-Premier Tech APT | Astana-Premier Tech APT | Astana-Premier Tech APT |
| ----------------------- | ----------------------- | ----------------------- |
| م                       | عداء                    | مرتبة                   |
| 11                      | فابيو فلين              | 16                      |
| 12                      | Samuele Battistella ‏    | 4                       |
| 13                      | Gleb Brussenskiy ‏       | 72                      |
| 14                      | Stefan de Bod ‏          | 11                      |
| 15                      | يفغيني جيديتش           | 53                      |
| 16                      | بنجامين بيري            | 31                      |

| Arkéa-Samsic ARK | Arkéa-Samsic ARK  | Arkéa-Samsic ARK |
| ---------------- | ----------------- | ---------------- |
| م                | عداء              | مرتبة            |
| 21               | وارن بارجويل      | 8                |
| 22               | Christophe Noppe ‏ | 71               |
| 23               | لوران بيشون       | 29               |
| 24               | ألان ريو ‏         | 85               |
| 25               | كليمنت روسو       | 58               |
| 26               | Bram Welten ‏      | 87               |

| Israel Start-Up Nation ISN | Israel Start-Up Nation ISN | Israel Start-Up Nation ISN |
| -------------------------- | -------------------------- | -------------------------- |
| م                          | عداء                       | مرتبة                      |
| 31                         | بن هيرمانز                 | 1                          |
| 32                         | رودي باربير                | لم يكمل السباق-4           |
| 33                         | Sebastian Berwick ‏         | 60                         |
| 34                         | قاي ساقيف                  | 101                        |
| 35                         | توم فان أسبروك             | 47                         |
| 36                         | ريك تسابل                  | 66                         |

| أونو-إكس موبيليتي ‏ UXT | أونو-إكس موبيليتي ‏ UXT | أونو-إكس موبيليتي ‏ UXT |
| ---------------------- | ---------------------- | ---------------------- |
| م                      | عداء                   | مرتبة                  |
| 41                     | ماركوس هويلجارد        | 12                     |
| 42                     | Erik Resell ‏           | 44                     |
| 43                     | Torjus Sleen ‏          | 21                     |
| 44                     | Torstein Træen ‏        | 10                     |
| 45                     | Søren Wærenskjold ‏     | 62                     |
| 46                     | سيفر ورستد             | 64                     |

| Intermarché-Wanty-Gobert Matériaux IWG | Intermarché-Wanty-Gobert Matériaux IWG | Intermarché-Wanty-Gobert Matériaux IWG |
| -------------------------------------- | -------------------------------------- | -------------------------------------- |
| م                                      | عداء                                   | مرتبة                                  |
| 51                                     | أودد كريستيان إيكينغ                   | 2                                      |
| 52                                     | ايمي دي جندت                           | 40                                     |
| 53                                     | Tom Devriendt ‏                         | 99                                     |
| 54                                     | بابتيست بلانكايرت                      | 76                                     |
| 55                                     | Boy van Poppel ‏                        | 81                                     |
| 56                                     | داني فان بوبيل                         | 57                                     |

| فيتال كونسبت ‏ BBK | فيتال كونسبت ‏ BBK | فيتال كونسبت ‏ BBK |
| ----------------- | ----------------- | ----------------- |
| م                 | عداء              | مرتبة             |
| 61                | بريان كوكار       | 32                |
| 62                | Bert De Backer ‏   | 96                |
| 63                | ينس ديبوشار       | 80                |
| 64                | سيريل غوتييه      | 50                |
| 65                | جوناثان إيفيرت    | 84                |
| 66                | جوليان موريس      | لم يبدأ-2         |

| TotalEnergies TDE | TotalEnergies TDE   | TotalEnergies TDE |
| ----------------- | ------------------- | ----------------- |
| م                 | عداء                | مرتبة             |
| 71                | إيدفالد بواسون هاغن | 33                |
| 72                | Mathieu Burgaudeau ‏ | 13                |
| 73                | Valentin Ferron ‏    | لم يبدأ-3         |
| 74                | كريستيان رودريغيز   | لم يكمل السباق-2  |
| 75                | نيكي تيربسترا       | 54                |
| 76                | دريس فان جيستل      | لم يبدأ-4         |

| AG2R Citroën Team ACT | AG2R Citroën Team ACT | AG2R Citroën Team ACT |
| --------------------- | --------------------- | --------------------- |
| م                     | عداء                  | مرتبة                 |
| 81                    | أوليفر ناسن           | 36                    |
| 82                    | Stan Dewulf ‏          | 27                    |
| 83                    | جوليان دوفال          | 98                    |
| 84                    | ألكسيس غوجيراد        | 69                    |
| 85                    | Lawrence Naesen ‏      | 41                    |
| 86                    | كليمان فنتوريني       | 24                    |

| Bora-Hansgrohe BOH | Bora-Hansgrohe BOH   | Bora-Hansgrohe BOH |
| ------------------ | -------------------- | ------------------ |
| م                  | عداء                 | مرتبة              |
| 91                 | Martin Laas ‏         | 82                 |
| 92                 | Erik Baška ‏          | لم يكمل السباق-4   |
| 93                 | جوراج ساغان          | 94                 |
| 94                 | Andreas Schillinger ‏ | 89                 |
| 95                 | روديجر سليج          | 59                 |

| Cofidis COF | Cofidis COF               | Cofidis COF |
| ----------- | ------------------------- | ----------- |
| م           | عداء                      | مرتبة       |
| 101         | Victor Lafay ‏             | 3           |
| 102         | توماس شامبيون             | 55          |
| 103         | جيمبي دراكر               | 70          |
| 104         | ناثان هاس                 | 63          |
| 105         | André Carvalho (cyclist) ‏ | لم يبدأ-3   |
| 106         | Axel Zingle ‏              | 22          |

| Qhubeka NextHash TQA | Qhubeka NextHash TQA | Qhubeka NextHash TQA |
| -------------------- | -------------------- | -------------------- |
| م                    | عداء                 | مرتبة                |
| 111                  | هنوك مولوبرهان ‏      | 28                   |
| 112                  | ديميتري كلايس        | 20                   |
| 113                  | Luca Coati ‏          | 73                   |
| 114                  | Harry Tanfield ‏      | 83                   |
| 115                  | Karel Vacek ‏         | لم يكمل السباق-2     |

| Alpecin-Fenix AFC | Alpecin-Fenix AFC  | Alpecin-Fenix AFC |
| ----------------- | ------------------ | ----------------- |
| م                 | عداء               | مرتبة             |
| 121               | Petr Vakoč ‏        | 17                |
| 122               | جيمي يانسون        | 56                |
| 123               | Marcel Meisen ‏     | 68                |
| 124               | Lubomír Petruš ‏    | 75                |
| 125               | Oscar Riesebeek ‏   | 25                |
| 126               | Philipp Walsleben ‏ | 51                |

| ديلكو ‏ DKO | ديلكو ‏ DKO          | ديلكو ‏ DKO |
| ---------- | ------------------- | ---------- |
| م          | عداء                | مرتبة      |
| 131        | Alessandro Fedeli ‏  | 37         |
| 132        | Alexandre Delettre ‏ | 38         |
| 133        | إدوارد مايكل جروسو  | 92         |
| 134        | إدوارد براديس       | 6          |
| 135        | Dušan Rajović ‏      | 97         |
| 136        | Julien Trarieux ‏    | 34         |

| سبورت فلاندرين بالويس ‏ SVB | سبورت فلاندرين بالويس ‏ SVB | سبورت فلاندرين بالويس ‏ SVB |
| -------------------------- | -------------------------- | -------------------------- |
| م                          | عداء                       | مرتبة                      |
| 141                        | Jens Reynders ‏             | 78                         |
| 142                        | Cédric Beullens ‏           | 39                         |
| 143                        | أليكس كولمان ‏              | 45                         |
| 144                        | Sander De Pestel ‏          | 49                         |
| 145                        | آرنه ماريت ‏                | 35                         |
| 146                        | Ward Vanhoof ‏              | 42                         |

| بنجوال باوليز ساوكس دبليو بي ‏ BWB | بنجوال باوليز ساوكس دبليو بي ‏ BWB | بنجوال باوليز ساوكس دبليو بي ‏ BWB |
| --------------------------------- | --------------------------------- | --------------------------------- |
| م                                 | عداء                              | مرتبة                             |
| 151                               | Arjen Livyns ‏                     | 18                                |
| 152                               | Cériel Desal ‏                     | 103                               |
| 153                               | شون دي بي                         | 77                                |
| 154                               | Rémy Mertz ‏                       | 43                                |
| 155                               | Dimitri Peyskens ‏                 | 26                                |
| 156                               | Luc Wirtgen ‏                      | 15                                |

| برجس بي إتش ‏ BBH | برجس بي إتش ‏ BBH | برجس بي إتش ‏ BBH |
| ---------------- | ---------------- | ---------------- |
| م                | عداء             | مرتبة            |
| 161              | Manuel Peñalver ‏ | 67               |
| 162              | ESP              | 91               |
| 163              | خيسوس إيزكيرا    | 95               |
| 164              | Ángel Fuentes ‏   | 65               |
| 165              | Felipe Orts ‏     | 79               |
| 166              | Pelayo Sánchez ‏  | 14               |

| أوسكالتيل أوسكادي ‏ EUS | أوسكالتيل أوسكادي ‏ EUS | أوسكالتيل أوسكادي ‏ EUS |
| ---------------------- | ---------------------- | ---------------------- |
| م                      | عداء                   | مرتبة                  |
| 171                    | خوان خوسيه لوباتو      | 86                     |
| 172                    | Antonio Angulo ‏        | 30                     |
| 173                    | Xabier Azparren ‏       | 102                    |
| 174                    | Peio Goikoetxea ‏       | 100                    |
| 175                    | Antonio Jesús Soto ‏    | 48                     |

| كووب 2021 ‏ TCO | كووب 2021 ‏ TCO       | كووب 2021 ‏ TCO |
| -------------- | -------------------- | -------------- |
| م              | عداء                 | مرتبة          |
| 181            | Fredrik Dversnes ‏    | 61             |
| 182            | Kristian Aasvold ‏    | 5              |
| 183            | جاكوب أريكسون ‏       | 9              |
| 184            | تورد غودميستاد ‏      | 74             |
| 185            | Eirik Lunder ‏        | 88             |
| 186            | Tore Andre Aase Vabø‏ | 52             |

## التصنيف العام النهائي
| التصنيف العام         | التصنيف العام        | التصنيف العام | التصنيف العام                      | التصنيف العام      |
| العداء                | العداء               | البلد         | الفريق                             | الوقت              |
| --------------------- | -------------------- | ------------- | ---------------------------------- | ------------------ |
| 1                     | بن هيرمانز           | بلجيكا        | Israel Start-Up Nation             | 15 س 04 دقيقة 02 ث |
| 2                     | أودد كريستيان إيكينغ | النرويج       | Intermarché-Wanty-Gobert Matériaux | + 2 ث              |
| 3                     | Victor Lafay ‏        | فرنسا         | Cofidis                            | + 6 ث              |
| 4                     | Samuele Battistella ‏ | إيطاليا       | Astana-Premier Tech                | + 20 ث             |
| 5                     | Kristian Aasvold ‏    | النرويج       | Coop                               | + 26 ث             |
| 6                     | إدوارد براديس        | إسبانيا       | Delko                              | + 29 ث             |
| 7                     | Andreas Leknessund ‏  | النرويج       | النرويج                            | + 29 ث             |
| 8                     | وارن بارجويل         | فرنسا         | اركيا سامسيك                       | + 32 ث             |
| 9                     | جاكوب أريكسون ‏       | السويد        | Coop                               | + 36 ث             |
| 10                    | Torstein Træen ‏      | النرويج       | Uno-X Pro Cycling Team             | + 50 ث             |
| مصدر: ProCyclingStats |                      |               |                                    |                    |

### تصنيف النقاط
| تصنيف النقاط          | تصنيف النقاط         | تصنيف النقاط | تصنيف النقاط                       | تصنيف النقاط |
| العداء                | العداء               | البلد        | الفريق                             | النقاط       |
| --------------------- | -------------------- | ------------ | ---------------------------------- | ------------ |
| 1                     | ألكسندر كريستوف      | النرويج      | النرويج                            | 24 نقطة      |
| 2                     | Martin Laas ‏         | إستونيا      | بورا هانسغروه                      | 22 نقطة      |
| 3                     | أودد كريستيان إيكينغ | النرويج      | Intermarché-Wanty-Gobert Matériaux | 20 نقطة      |
| 4                     | Philipp Walsleben ‏   | ألمانيا      | Alpecin-Fenix                      | 17 نقطة      |
| 5                     | نيكي تيربسترا        | هولندا       | TotalEnergies                      | 17 نقطة      |
| مصدر: ProCyclingStats |                      |              |                                    |              |

### تصنيف الجبال
| تصنيف الجبال          | تصنيف الجبال          | تصنيف الجبال | تصنيف الجبال        | تصنيف الجبال |
| العداء                | العداء                | البلد        | الفريق              | النقاط       |
| --------------------- | --------------------- | ------------ | ------------------- | ------------ |
| 1                     | Fredrik Dversnes ‏     | النرويج      | Coop                | 21 نقطة      |
| 2                     | نيكي تيربسترا         | هولندا       | TotalEnergies       | 9 نقطة       |
| 3                     | Gleb Brussenskiy ‏     | كازاخستان    | Astana-Premier Tech | 8 نقطة       |
| 4                     | Tore Andre Aase Vabø ‏ | النرويج      | Coop                | 8 نقطة       |
| 5                     | توماس شامبيون         | فرنسا        | Cofidis             | 7 نقطة       |
| مصدر: ProCyclingStats |                       |              |                     |              |

## تصنيف الفرق

### الفرق حسب الوقت
| تصنيف الفرق حسب الوقت | تصنيف الفرق حسب الوقت     | تصنيف الفرق حسب الوقت | تصنيف الفرق حسب الوقت |
| الفريق                | الفريق                    | البلد                 | الوقت                 |
| --------------------- | ------------------------- | --------------------- | --------------------- |
| 1                     | Astana-Premier Tech       | كازاخستان             | 45 س 14 دقيقة 35 ث    |
| 2                     | Uno-X Pro Cycling Team    | النرويج               | + 38 ث                |
| 3                     | النرويج                   | النرويج               | + 1 دقيقة 09 ث        |
| 4                     | Bingoal Pauwels Sauces WB | بلجيكا                | + 1 دقيقة 34 ث        |
| 5                     | Delko                     | فرنسا                 | + 1 دقيقة 47 ث        |
| مصدر: ProCyclingStats |                           |                       |                       |

## تصانيف فرعية

### تصنيف أفضل شاب
| تصنيف أفضل شاب        | تصنيف أفضل شاب       | تصنيف أفضل شاب | تصنيف أفضل شاب      | تصنيف أفضل شاب     |
| العداء                | العداء               | البلد          | الفريق              | الوقت              |
| --------------------- | -------------------- | -------------- | ------------------- | ------------------ |
| 1                     | Victor Lafay ‏        | فرنسا          | Cofidis             | 15 س 04 دقيقة 08 ث |
| 2                     | Samuele Battistella ‏ | إيطاليا        | Astana-Premier Tech | + 14 ث             |
| 3                     | Andreas Leknessund ‏  | النرويج        | النرويج             | + 23 ث             |
| 4                     | جاكوب أريكسون ‏       | السويد         | Coop                | + 30 ث             |
| 5                     | Stefan de Bod ‏       | جنوب أفريقيا   | Astana-Premier Tech | + 55 ث             |
| مصدر: ProCyclingStats |                      |                |                     |                    |

## وصلات خارجية
- الموقع الرسمي
- لمحة عن سباق سباق النرويج 2021 على موقع  ProCyclingStats   (برو  سايكلنج  ستاتس) - إحصاءات  محترفي  الدراجات.
- سباق النرويج 2021 على موقع إحصائيات الدراجات الإحترافية (الإنجليزية)